# Борцано (Ређо Емилија)
Борцано (итал. Borzano) је насеље у Италији у округу Ређо Емилија, региону Емилија-Ромања.
Према процени из 2011. у насељу је живело 1289 становника. Насеље се налази на надморској висини од 162 м.